# جويس قاي
جويس قاي (بالإنجليزية: Joyce Guy)‏ هي ممثلة أمريكية، ولدت في 18 أغسطس 1954 في الولايات المتحدة. بدأت مشوارها المهني سنة 1989.

## وصلات خارجية
- جويس قاي على موقع IMDb (الإنجليزية)
- جويس قاي على موقع قاعدة بيانات الفيلم (الإنجليزية)